# ハーメーツ
ハーメーツ、ハメツ（חָמֵץ chāmētz, アシュケナジム式ヘブライ語：chómets）とは、ヘブライ語においてパン種、酵母のこと、また伝統的に酵母入りの食物のこと。それを入れた食器もハーメーツである。
トーラー（出エジプト記12:15, 19）に起源を持ち、ペサハの期間、所持すること・食べることは禁じられている。
酵母を入れないマッツァー、即ち日本語訳聖書における「種入れぬパン」を焼く。

## ベディーカト・ハーメーツבְּדִיקַת חָמֵץbədhīqath chāmētz
ニサンの13日の日没（一日の始まり）に儀式的なパン探しを行う。見つかったパンを翌日の朝までとっておき、焼きつくす。
これらの行動をビーウール・ハーメーツ（ハーメーツを取り除くこと）と呼ぶ。次のメヒーラト・ハーメーツがあるので、儀式だとも言える。

## メヒーラト・ハーメーツמְכִירַת חָמֵץ
酵母入りの食品を異教徒に一時的に売り渡し、ペサハが終わると買い戻す。

## 現代における意味と解釈
聖書では、酵母をとる暇が無かった（ことを記念する）、ということが書かれてある。
セーデル全体は、一体感を持たせるミツワーの一種ともとらえることができる。